# Foszfid

A Cu_{3}P szerkezetének részlete, megmutatva a sok keresztkötést, ami számos átmenetifém-foszfidra jllemző (Cu = narancs, P = ibolya).

A foszfid P3− iont vagy ennek megfelelőjét tartalmazó vegyület. Számos különböző szerkezetű foszfid ismert. Leggyakoribbak a biner foszfidok, vagyis a foszfor és egy elektropozitívabb elem vegyületei. Ismertek polifoszfidok is anionos foszforlánccal vagy -klaszterrel. A Hg, az Sb, a Bi és a Po kivételével a legtöbb elektropozitívabb elemnek ismert foszfidja. Egyes foszfidok molekulárisak.

## Biner foszfidok
A biner foszfidokban foszfor és egy más elem van. Alkálifém-foszfid például a nátrium-foszfid (Na3P). További biner foszfidok a mérgező foszfin hidrolíziskor történő kibocsátása miatt kártevőirtóként használt alumínium-foszfid (AlP) és a kalcium-foszfid (Ca3P2). A magnézium-foszfid (Mg3P2) is érzékeny a nefvességre. Az indium- (InP) és a gallium-foszfid (GaP) félvezetőként használatosak, gyakran a megfelelő arzenidekkel együtt.  A réz-foszfid (Cu3P) különleges sztöchiometriájú foszfid. Ezek oldhatatlan 3 dimenziós polimerek. Az elektropozitív fémek foszfidjai hidrolizálnak:

A réz koordinációs környezete a Cu_{3}P-ban. Két Cu-pár fedő állásban található.

{\displaystyle {\ce {Ca3P2 + 6 H2O -> 3 Ca(OH)2 + 2 PH3}}}

## Polifoszfidok
A polifoszfidok P–P kötést tartalmaznak. A legegyszerűbbek P4−2 iont tartalmaznak, mások például P3−11 vagy polimeraniont (például a helikális (P−
)n iont) vagy komplex lapos vagy 4 dimenziós aniont. Számos szerkezet ismert. A káliumnak 9 foszfidja ismert: K3P, K4P3, K5P4, KP, K4P6, K3P7, K3P11, KP10,3 és KP15. A nikkelnek 8 mono- és polifoszfidja ismert, ezek képlete Ni3P, Ni5P2, Ni12P5, Ni2P, Ni5P4, NiP, NiP2 és NiP3.
Két polifoszfid, a K4P3-ban lévő P4−3 és a K5P4-ben lévő P5−4 gyökanionok páratlan számú vegyértékelektronnal, így mindkét vegyület paramágneses.

## Foszfidok és polifoszfidok előállítása
Sokféleképp állíthatók elő foszfidok. Gyakran fém és vörösfoszfor hevítésével állítják elő inert környezetben vagy vákuumban. Elvben minden fém-foszfid és -polifoszfid előállítható elemi foszforból és a megfelelő fémből sztöchiometrikus formában. Azonban a szintézist számos gond nehezíti. Az exoterm reakciók gyakran robbanásszerűek a helyi túlmelegedés miatt. Az oxidált fém vagy a fém külsején lévő oxidréteg a foszforozáshoz túl magas hőmérsékletet okoz. A nikkel-foszfid-előállításhoz használt hidrotermális reakciók tiszta és jól kristályosodó nikkel-foszfidokat (Ni2P és Ni12P5) adtak. E vegyületek NiCl2·12 H2O és vörösfoszfor reakciójával állíthatók elő 200 °C-on 24, illetve 48 óra alatt.
Fém-foszfidok állíthatók elő trisz(trimetilszilil)foszfin fém-halogenidekkel való reakciójában. Ebben a reakcióban a halogenid illékony klór-trimetilszilánban távozik.

## Molekuláris foszfidok
A fém–foszfor hármas kötést tartalmazó vegyületek ritkák. A leggyakoribb példák képlete PMo(NR2)3, ahol R nagy szerves csoport.

Terminális molibdén-foszfidkomplexek szerkezete

K2P16 vörösfoszforból és kálium-etoxidból való előállításáról is beszámoltak.

## Szerves foszfidok
Számos szerves foszfid ismert. Gyakoriak a R2PM képletűek, ahol R szerves szubsztituens, M fém. Erre példa a lítium-difenilfoszfid. A Zintl-klaszter (P3−7) számos alkálifém-vegyületből megkapható.

## A természetben
A schreibersit ((Fe,Ni)3P) gyakori egyes meteoritokban

## Fordítás
Ez a szócikk részben vagy egészben  a   Phosphide című angol Wikipédia-szócikk ezen változatának fordításán alapul.  Az eredeti cikk szerkesztőit annak laptörténete sorolja fel. Ez a jelzés csupán a megfogalmazás eredetét és a szerzői jogokat jelzi, nem szolgál a cikkben szereplő információk forrásmegjelöléseként.